# Nasdaq Stockholm
Nasdaq Stockholm, informeel Stockholmsbörsen ("Beurs van Stockholm") genoemd, is een Zweedse effectenbeurs in Stockholm. Aan de beurs zijn 383 fondsen genoteerd (2021) en de belangrijkste index is de OMX Stockholm 30.
De beurs werd in 1863 opgericht. In 1998 werd de beurs opgekocht door OMX en in 2003 werden de activiteiten samengevoegd met de effectenbeurs van Helsinki. In 2008 werd de beurs verkocht aan NASDAQ, Inc. Het kreeg de naam Nasdaq OMX Stockholm AB in 2014, een jaar later veranderd in Nasdaq Stockholm AB.